# František Hybš
František Hybš (15. srpna 1868 Tuřice – 2. dubna 1944 Praha) byl český a československý politik, meziválečný poslanec a senátor Národního shromáždění ČSR za agrární stranu.

## Biografie
Absolvoval gymnázium a právnická studia.
Počátkem 20. století nastoupil do sekretariátu agrární strany a v této významné organizační funkci setrval delší dobu. Od roku 1908 byl tajemníkem agrární strany a členem dozorčí rady Ústřední jednoty hospodářských společenstev.
Před první světovou válkou byl poslancem Českého zemského sněmu. Byl sem zvolen ve volbách v roce 1908 za kurii venkovských obcí, obvod Nymburk, Benátky. Uvádí se jako český agrárník. Na sněmu se roku 1908 stal jednatelem klubu českých agrárních poslanců. Za první republiky byl generálním ředitelem Hypoteční banky.
V letech 1918–1920 zasedal v Revolučním národním shromáždění. Byl profesí rolníkem a tajemníkem. K roku 1924 se uvádí jako rolník, tajemník republikánské strany v Praze, člen dozorčí rady ústřední jednoty hospodářských společenstev.
V parlamentních volbách v roce 1920 získal za Republikánskou stranu československého venkova (agrárníky) senátorské křeslo v Národním shromáždění. Mandát obhájil v parlamentních volbách v roce 1925. V roce 1926 se ale senátorského křesla vzdal a místo něj jako náhradník nastoupil Josef Dresler.